# Campeonato de España para Equipos Femeninos Federados 1952
El Campeonato de España para Equipos Femeninos Federados 1952 corresponde a la 6.ª edición de dicho torneo. Se celebró el 26 de octubre de 1952 en la pista del Club Apolo de Barcelona.
En la pista del Club Apolo de Barcelona se disputó la final del Campeonato de España de baloncesto para equipos femeninos federados, entre el C. D. Hispano Francés, de Barcelona (campeón de Cataluña), y la Sección Femenina de Madrid (campeón del Centro).
Sin duda cabe destacar de esta final la excelente aportación de Margarita Honrubia como ejemplo del liderazgo que ejerció en este equipo campeón. Con las debidas precauciones por no disponer todavía de fichas técnicas de las finales anteriores, su partidazo en el Apolo de Barcelona pone en la historia a Honrubia como la primera mujer que anotó más de 20 puntos en una final de Copa, y la única que anotó por sí misma más que todo el conjunto del otro equipo finalista.

## Fase final
|  | Final                      |                            |    |  |
|  | 26 de octubre              |                            |    |  |
|  |                            |                            |    |  |
|  | Sección Femenina de Madrid | Sección Femenina de Madrid | 32 |  |
|  | Sección Femenina de Madrid | Sección Femenina de Madrid | 32 |  |
|  | C. D. Hispano Francés      | C. D. Hispano Francés      | 20 |  |
|  | C. D. Hispano Francés      | C. D. Hispano Francés      | 20 |  |

### Final
| 26 de octubre de 1952 | Sección Femenina de Madrid         | 32–20       | C. D. Hispano Francés |                                                                                    |  |
|                       | Marcador por tiempos: 26–11, 6–9   |             |                       |                                                                                    |  |
|                       | Estadísticas Margarita Honrubia 22 | Reporte Pts | Estadísticas T. Nin 9 | Pabellón: Pista del Club Apolo, Barcelona Árbitros: Pastor, Martínez (valencianos) |  |

| Ganadoras del Campeonato de España para Equipos Femeninos Federados 1952 |
| ------------------------------------------------------------------------ |
| Sección Femenina de Madrid 5º título                                     |